# La piramide (film)
La piramide (The Pyramid) è un film del 2014 diretto da Grégory Levasseur.
È girato come un falso documentario, secondo la tecnica del found footage.

## Trama
Nell'agosto del 2013, un team di archeologi scopre un'enorme piramide sepolta sotto il deserto egiziano. Una piramide molto particolare, visto che ha solo tre lati e non quattro come le piramidi di Giza.
A seguito della rivolta scoppiata per via del colpo di Stato contro il Presidente Mohamed Morsi, nonché per la scoperta di gas tossico all'interno della piramide, i finanziatori del team ordinano di sgombrare il campo. Dopo un dibattito fra la dottoressa Nora Holden e suo padre Miles, l'intero gruppo decide di rimanere e di mandare un rover "Shorty", per indagare. Il rover compie una prima esplorazione dell'ingresso della piramide, ma viene distrutto da strane creature apparentemente simili a dei cani randagi.
Nonostante la disapprovazione di Shadid (caporale egiziano mandato dai finanziatori per assicurarsi il rientro a casa degli archeologi), il gruppo si inoltra, insieme al cameraman Terry chiamato anche "Fitzie" e alla documentarista Sunni, all'interno della piramide per recuperarlo. Dopo poco ritrovano Shorty ormai distrutto, ma scoprono anche di essersi persi. Nella ricerca della via d'uscita, il pavimento sotto i loro piedi crolla e si ritrovano sul fondo della piramide a circa 30 metri nel sottosuolo. Michael, il fidanzato di Nora, viene ferito alla gamba da un masso crollato dal soffitto. Sunni, dopo aver trovato un condotto verticale, cerca di ispezionarlo, ma viene aggredita al volto da un'altra creatura. Il gruppo è costretto a lasciare indietro l'amico, ma quando sentono delle urla e tornano indietro scoprono che è stato ucciso.
Ben presto, di fronte ai quattro sopravvissuti iniziano a comparire strane escoriazioni in varie parti del corpo a causa della malsana aria che respirano, e scoprono che le strane creature che li aggrediscono di continuo altri non sono che gatti sfinge, sopravvissuti col passare dei millenni grazie al cannibalismo. Durante la fuga da un gruppo di essi, vengono salvati da Shadid, entrato nella piramide preoccupatosi dal non vederli tornare, il quale viene però ghermito da una creatura misteriosa con grossi artigli che lo trascina e uccide attraverso un cunicolo. Scampati a questo pericolo, gli esploratori sono costretti ad affrontare una trappola di sabbia e, nella fuga, Sunni cade da una sporgenza e finisce trafitta da aculei, malgrado Nora, Miles e Fitzie tentino invano di salvarla. I tre tentano di lanciare un s.o.s. utilizzando parte dell'apparecchiatura rimasta e si inoltrano, attraverso un passaggio segreto, in una camera sepolcrale. Qui capiscono la funzione della piramide: imprigionare per sempre una entità malvagia. Al suo interno, trovano il corpo mummificato di un massone dell'Ottocento, ucciso in maniera insolita; accanto al corpo trovano il suo diario, dove alludeva ad una via di fuga proprio in quella stanza. Nello stesso momento il dottor Miles viene aggredito dalla creatura che lo trafigge e gli strappa il cuore. Nora e Fitzie fuggono, ma dopo poco quest'ultimo torna indietro, intenzionato a scoprire la verità. Nascosto dietro ad una colonna riesce a registrare la creatura, che altri non è che il dio Anubi, protettore dei morti, intento a pesare con una bilancia il cuore di Miles. In passato, gli egizi rinchiusero il dio all'interno della piramide perché continuava ad uccidere centinaia di esseri umani senza trovare il cuore puro, necessario per poter ricongiungersi a suo padre Osiride.
Tornato da Nora, i due riescono infine a trovare la via d'uscita attraverso un altro cunicolo verticale, ma Fitzie viene ucciso e Nora viene catturata. Riesce a liberarsi e a scappare, mentre Anubi si ritrova a combattere contro i gatti sfinge che lo aggrediscono. Raggiunta la via d'uscita, Nora sviene, provata dalla malattia che lentamente la stava consumando e dai tragici eventi. Al risveglio, un bambino prende la videocamera, ma non riesce a guardare il filmato perché viene ucciso da Anubi, il quale ha forse trovato il suo cuore puro.

## Distribuzione
La pellicola è stata distribuita nelle sale cinematografiche statunitensi il 5 dicembre 2014. In Italia il film è stato distribuito il 18 febbraio 2015.